# Berglern
Berglern är en kommun och ort i Landkreis Erding i Regierungsbezirk Oberbayern i förbundslandet Bayern i Tyskland.
Kommunen ingår i förvaltningsgemenskapen Wartenberg tillsammans med köpingen Wartenberg och kommunen Langenpreising.